# آشوت آهارونوف
آشوت موُسِسی آهارونوف (ارمنی: Աշոտ Մովսեսի Ահարոնով؛  زادهٔ ۴ نوامبر ۱۸۹۵ - درگذشته ۲۱ اوت ۱۹۶۲) یک جراح زنان و زایمان و استاد اهل ارمنستان بود.

## زندگی‌نامه
در ۴ نوامبر ۱۸۹۵ در تفلیس به دنیا آمد و از دانشگاه ملی تاراس شفچنکو کی‌یف (۱۹۱۸) فارغ‌التحصیل شد. وی در دانشگاه دولتی تفلیس، دانشگاه پزشکی دولتی ایروان، دانشگاه دولتی پزشکی باشقیرستان و دانشگاه ملی پزشکی اودسا فعالیت می‌کرد.  وی در ارتش سرخ خدمت نمود. وی همچنین برنده دانشمند شایسته ارمنستان شوروی (۱۹۶۱) شده است. وی در ۲۱ اوت ۱۹۶۲ در سن ۶۶ سالگی در برزیل در یک سانحه هوایی کشته شد.

## یادداشت
1. ↑  բժշկական գիտությունների դոկտոր